# Rugosus
Rugosus is een geslacht van kevers uit de familie  waterroofkevers (Dytiscidae).
Het geslacht is voor het eerst wetenschappelijk beschreven in 2001 door García.

## Soorten
Het geslacht omvat de volgende soorten:
- Rugosus emarginatus García, 2001
- Rugosus pubis García, 2001